# The Dome at America's Center
O The Dome at America's Center é um estádio fechado localizado em Saint Louis, Missouri. Foi a casa do time de futebol americano St. Louis Rams da NFL entre 1995 e 2015. Também recebe muitas competições de basquetebol universitário norte-americano.

## História

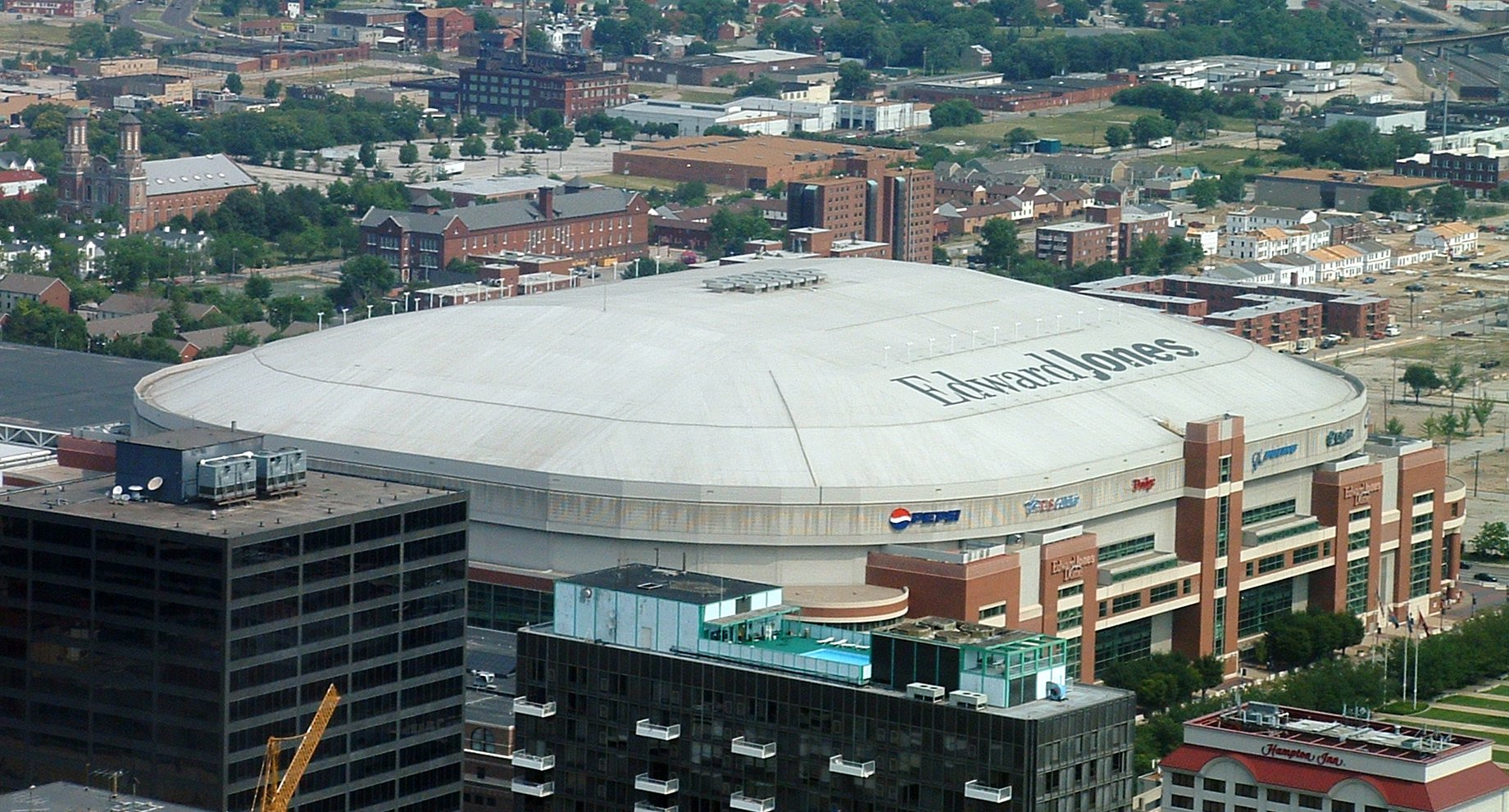
Exterior do estádio.

Inaugurado em 12 de Novembro de 1995 como Trans World Dome (num contrato de Naming rights com a Trans World Airlines - TWA), tem capacidade para 69.000 torcedores. 
Em 1999, uma missa com o Papa João Paulo II, 104.000 fieis se reuniram no que foi a maior reunião em um estádio fechado nos Estados Unidos.
Em 2001, com a compra da TWA pela American Airlines, passou a ser chamado Dome at America's Center até Janeiro de 2002, quando a empresa Edward Jones Investments adquiriu o direito de nomear o estádio.

## ligações externas
- Site Oficial
- Foto por Satélite - Google Maps